# Hornbek
Hornbek ist eine Gemeinde im Kreis Herzogtum Lauenburg in Schleswig-Holstein. Sie gehört zum Amt Breitenfelde.

## Geschichte
Das Dorf wurde im Ratzeburger Zehntregister von 1230 als „Horgenbece“ urkundlich erwähnt. Im Jahre 1391 kaufte die Hansestadt Lübeck Hornbek, um die Sicherheit der Alten Salzstraße zu gewährleisten. Durch den Bau des Stecknitzkanals verlor die Via Regia an Bedeutung, so dass Hornbek 1747 an das Herzogtum Lauenburg abgetreten wurde. Seit 1889 gehört Hornbek zum neu gegründeten Amt Breitenfelde.
Beim Bau der Reichsautobahn Hamburg-Berlin wurde von 1938 bis 1941 ein großes Urnengräberfeld der vorrömischen Eisenzeit und römischen Kaiserzeit westlich des Dorfes ausgegraben. Es enthielt circa 900 Urnengräber, die zum Teil mit unterschiedlich großen Steinpflastern bedeckt waren. Das Gräberfeld gehört zur Gruppe der großen Flachgräberfelder Südostholsteins, die gegen Ende der Hallstattzeit angelegt wurden und bis in die römische Kaiserzeit in Benutzung blieben. Das Gräberfeld gehört in seiner älteren Phase zur Jastorfkultur, die gemeinhin als jene archäologische „Kultur“ angesehen wird, aus der später die in den schriftlichen Quellen erwähnten Germanenstämme hervorgegangen sein sollen.

## Politik

### Gemeindevertretung
Bei der Kommunalwahl 2023 errang die Freie Wählergemeinschaft Hornbek erneut alle sieben Sitze in der Gemeindevertretung. Die Wahlbeteiligung betrug 57,9 Prozent.

### Wappen
Blasonierung: „Von Blau und Grün durch einen schräglinken silbernen Wellenbalken, darin ein blauer Wellenfaden, belegt mit einem leicht gesenkt geteilten, silbern-roten Schildchen, geteilt. Oben eine goldene heraldische Lilie, unten ein goldenes Mühlrad.“

## Verkehr
Seit 1982 gibt es die Abfahrt Hornbek der Bundesautobahn 24.

## Sehenswürdigkeiten
In der Liste der Kulturdenkmale in Hornbek stehen die in der Denkmalliste des Landes Schleswig-Holstein eingetragenen Kulturdenkmale.